# Yu Chui Yee
Conformément à la coutume hongkongaise, le nom chinois est Yu Chui Yee et le nom occidental est Alison Yu.
Alison Yu Chui Yee (cantonais : 余翠怡), née le 29 mars 1984, est une escrimeuse handisport hongkongaise qui concoure en catégorie A (avec équilibre du tronc). Elle est médaillée à onze reprises en cinq éditions des Jeux paralympiques, ce qui en fait l'une des athlètes hongkongaises les plus primées durant cette compétition.

## Biographie
Yu est atteinte d'un cancer des os à l'âge de onze ans, qui, à force d'aggravation, mène à l'amputation de sa jambe gauche alors qu'elle n'a que treize ans. Malgré son handicap, ses parents l'encouragent à poursuivre une activité sportive. Après quelques années de natation, une amie la convainc de s'essayer à l'escrime en fauteuil. Yu, alors âgée de seize ans, est immédiatement séduite par l'apparence et la technique de la discipline et s'entraîne avec assiduité. Quatre ans de pratique suffisent à en faire une escrimeuse accomplie. Dès 2001, elle participe à sa première compétition internationale lors d'une épreuve de Coupe du monde, à Lonato.
Elle fait ses débuts, à vingt ans, aux Jeux paralympiques de 2004 à Athènes. L'équipe de Hong Kong, dominatrice dans la discipline, ne déçoit pas. Yu remporte les quatre épreuves dans lesquelles elle s'engage (épée et fleuret individuel et par équipes), une première pour une athlète féminine en escrime handisport. Elle conserve son titre au fleuret individuel aux Jeux de 2008 à Pékin, mais perd celui de l'épée individuelle, contre la Chinoise Zhang Chuncui, qu'elle a pourtant battu au fleuret. L'annulation des épreuves par équipes la prive de deux médailles potentielles supplémentaires (pour lesquelles l'équipe de Hong Kong fait figure de favorite). Enfin, aux Jeux de Londres 2012, Yu reconquiert son titre à l'épée contre la Hongroise Zsuzsanna Krajniák, et au fleuret contre la Chinoise Wu Baili. Le net recul de l'équipe de Hong Kong fait qu'elle ne décroche qu'une seule médaille par équipes, le bronze à l'épée.
Elle est désignée porte-drapeau de sa délégation pour les Jeux paralympiques d'été de 2016.
Yu attribue sa réussite à son caractère résolument optimiste. Dans ses interviews, elle s'estime chanceuse d'avoir connu le cancer : « Si j'étais valide, j'irais à mon travail d'employée de bureau et j'aurais une vie stable et normale. […] À cause de ma maladie, de mon expérience, je suis devenue une championne ». Elle garde de bons souvenirs de sa vie d'enfant à l'hôpital durant laquelle elle a pu rencontrer et jouer avec d'autres enfants. Issue d'un milieu modeste, elle  œuvre à la diffusion de l'escrime aux classes sociales les moins aisées, en donnant des cours gratuits aux enfants désavantagés.

## Palmarès
- Jeux paralympiques
  -  Médaille d'or à l'épée individuelle aux Jeux paralympiques de 2004 à Athènes
  -  Médaille d'or au fleuret individuel aux Jeux paralympiques de 2004 à Athènes
  -  Médaille d'or à l'épée par équipes aux Jeux paralympiques de 2004 à Athènes
  -  Médaille d'or au fleuret par équipes aux Jeux paralympiques de 2004 à Athènes
  -  Médaille d'or au fleuret individuel aux Jeux paralympiques de 2008 à Pékin
  -  Médaille d'or à l'épée  individuelle aux Jeux paralympiques de 2012 à Londres
  -  Médaille d'or au fleuret individuel aux Jeux paralympiques de 2012 à Londres
  -  Médaille d'argent à l'épée individuelle aux Jeux paralympiques de 2008 à Pékin
  -  Médaille d'argent à l'épée individuelle aux Jeux paralympiques de 2016 à Rio de Janeiro
  -  Médaille d'argent à l'épée par équipes aux Jeux paralympiques de 2016 à Rio de Janeiro
  -  Médaille de bronze à l'épée par équipes aux Jeux paralympiques de 2012 à Londres

- Championnats du monde
  -  Médaille d'or au fleuret individuel aux championnats du monde 2013 à Budapest[9]
  -  Médaille d'or au fleuret par équipes aux championnats du monde 2013 à Budapest[10]
  -  Médaille d'argent à l'épée par équipes aux championnats du monde 2015 à Eger[11]
  -  Médaille d'argent à l'épée individuelle aux championnats du monde 2017 à Rome[12]
  -  Médaille d'argent à l'épée par équipes aux championnats du monde 2019 à Cheongju[13]
  -  Médaille d'argent au fleuret par équipes aux championnats du monde 2019 à Cheongju[14]
  -  Médaille de bronze au fleuret individuel aux championnats du monde 2015 à Eger[15]

- Jeux para-asiatiques
  -  Médaille d'or au fleuret individuel aux Jeux para-asiatiques de 2018 à Jakarta[16]